# Новоолексіївка (Дністровський район)
Новоолексі́ївка (колишнє Мендичуцій Ной) — село у Сокирянській міській громаді Дністровського району Чернівецької області України.

## Географія
Село розташоване на висоті 226 метрів, у південній частині Дністровського району, біля кордону з Республікою Молдова.

## Історія
Село Мендичуцій Ной було частиною історичної Бессарабської області Молдавського князівства з моменту заснування на Хотинській землі. 
Після 1711 року воно було окуповано турками, увійшовши до складу Хотинської провінції Османської імперії.
За Бухарестським мирним договором, підписаним 1812 року між Російською імперією та Османською імперією, наприкінці російсько-турецької війни 1806-1812 років Росія окупувала східну територію Молдавії між Прутом і Дністром зі селом Мендичуцій Ной.
На початку ХІХ століття, згідно з переписом населення, проведеним царською владою 1817 року, село Мендичуцій Ной входило до складу Нижньодністровського обходу Хотинського краю.
Після приєднання Бессарабії до Румунії 27 березня 1918 року село Мендичуцій Ной було частиною Румунії. Тоді більшість населення становили українці.
Внаслідок пакту Ріббентропа-Молотова (1939 р.) Бессарабія, Північна Буковина та Герта були анексовані СРСР 28 червня 1940 року.
З 1991 року село Мендичуцій Ной входить до складу Чернівецької області незалежної України.
17 липня 2020 року, в результаті адміністративно-територіальної реформи та ліквідації Сокирянського району, село увійшло до складу Дністровського району.

## Населення
Згідно з переписом 1989 року, кількість жителів, які назвали себе румунами та молдаванами, становила 19, що становило 6,86% від населення. 
У 2001 році в селі проживало 414 жителів, більшість українці.

## Економіка
- ТОВ «Молодіжна аграрна спілка»

## Уродженці села
- Бабинський Микола Олександрович (1959—2017) — фотожурналіст, член Національної спілки журналістів України (НСЖУ)[2].
- Яжук Михайло Вікторович (1994-2022) - старший солдат збройних сил України, учасник російсько-української війни.